# Ben Haroun
Ben Haroun est une eau minérale gazeuse algérienne issue de la source de Ben Haroun. Sa source se situe à Djebahia dans la wilaya de Bouira à 20 kilomètres de Bouira et 60 kilomètres d'Alger.

## Composition

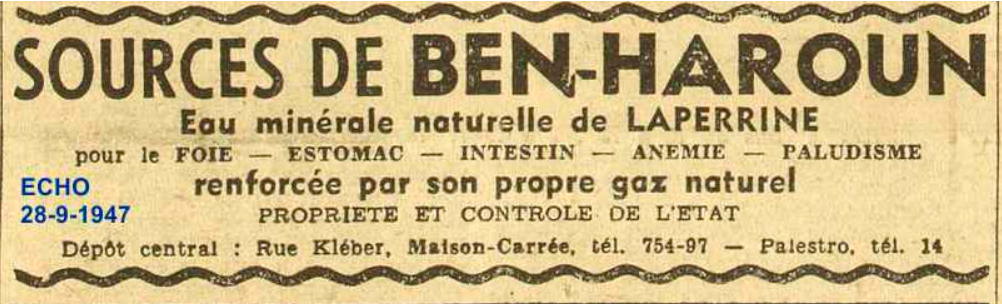
Affiche des sources thermales de Ben Haroun (datant de 1947).

D'une manière générale, on peut considérer en effet que l'eau gazeuse Ben Haroun est bonne pour la santé, car elle est riche en calcium, en magnésium, en fer, et en plein d’autres éléments essentiels pour notre corps.
Elle peut être utilisée pour faciliter la digestion, pour combattre les nausées, l'indigestion ou les aigreurs d’estomac. Après une séance de sport, elle permet aussi de se sentir mieux car le bicarbonate de sodium qu’elle contient est un anti-acide : il combat l’acide lactique qui s’accumule dans les muscles et qui est responsable des courbatures.
| Éléments            | Proportion en g/l |
| ------------------- | ----------------- |
| Résidu sec à 180 °C | 1,28              |
| Calcium (Ca2+)      | 0,136             |
| Magnésium (Mg2+)    | 0,075             |
| Sodium (Na+)        | 0,145             |
| Potassium (K+)      | 0,001             |
| Sulfate (SO42−)     | 0,085             |
| Chlorure (Cl−)      | 0,150             |
| Nitrate (NO3−)      | ≤ 0.006           |

L'eau de la première source de Ben Haroun est claire et limpide, pétillante dans le verre comme du vin de Champagne elle n'a aucune saveur ferrugineuse.
Sa réaction est franchement acide. Le gaz qui s'en dégage n'éteint pas les corps en ignition. La température de l'air extérieur étant de 20°, celle de l'eau à tous les griffons de la première source est de 19,8°. Son débit est de 2 880 litres en vingt-quatre heures. Seuls les habitants des environs en font usage. Elle est surtout employée dans la dyspepsie et les suites de lièvres.
L'eau de la deuxième source, à 50 mètres de la précédente, est moins gazeuse qu'elle et franchement ferrugineuse. Sa température est de 20°. Elle est surtout réservée aux chloro-anémiques et aux fébriuitants de la contrée, à cause de ses qualités toniques et reconstituantes.

## Historique

### Création et débuts
En 1883, l'État (français) concéda l'exploitation des sources de Ben Haroun à Guiganti, propriétaire dans le pays, à charge pour lui de faire procéder à tous les travaux nécessaires pour leur captage méthodique, mais ce concessionnaire réussit à éluder les clauses du cahier des charges en alléguant, avec plus ou moins de justes raisons que le département d'Alger n'avait su lui fournir des moyens d'accès pour son exploitation.
Lorsque Guiganti prit possession des sources minérales de Ben Haroun, elles émergeaient dans un véritable marais et venaient aboutir dans de vieux tonneaux en bois pourris, c'est avec cette installation presque sommaire que Guiganti essaya de recueillir les eaux minérales pour les livrer à la consommation.
Pour Guiganti, cette entreprise fut ruineuse et désastreuse pour la réputation de ces sources. En présence de matières organiques les sulfates contenues dans les eaux donnèrent en vase clos une forte proportion d'acide sulfurique, c'est ce qui fit croire pendant longtemps au public que les eaux minérales de Ben Haroun étaient sulfureuses.
Ce dernier ayant résilié son contrat, l'état concéda alors en 1896 l'exploitation des sources de Ben Haroun à Lacombe, originaire de Montpeyroux (Hérault), tonnelier à Ben Haroun. Celui-ci monta l'exploitation des sources qui lui furent ensuite reprises par l'état en échange de terrains où il s'installa avec sa famille.
Grâce à une publicité bien dirigée, les eaux minérales de Ben Haroun furent d'une consommation courante dans tous les centres des départements d'Algérie.

## Ben Haroun en chiffres
- Concours de Boufarik - Médaille d'argent
- Exposition internationale de Bruxelles de 1897 - Membre du jury et médaille d'or et grand prix
- Exposition universelle de Paris de 1900 - Médaille d'or et grand prix
- Exposition coloniale de Marseille de 1906 - Médaille d'or et grand prix